# Марсаль (Тарн)
Марса́ль (фр. Marsal, окс. Marçal) — коммуна во Франции, находится в регионе Юг — Пиренеи. Департамент — Тарн. Входит в состав кантона От-Даду. Округ коммуны — Альби.
Код INSEE коммуны — 81155.

## География

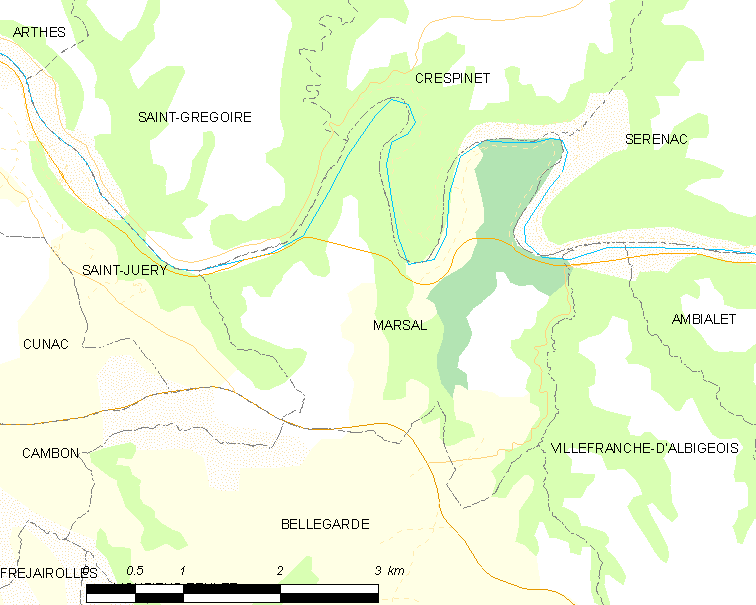
Карта коммуны

Коммуна расположена приблизительно в 550 км к югу от Парижа, в 80 км северо-восточнее Тулузы, в 12 км к востоку от Альби.
На севере коммуны протекает река Тарн.

## Климат
Климат умеренно-океанический. Зима мягкая и дождливая, лето жаркое с частыми грозами. Ветры довольно редки.

## Население
Население коммуны на 2010 год составляло 279 человек.
| 1962 | 1968 | 1975 | 1982 | 1990 | 1999 | 2010 |
| ---- | ---- | ---- | ---- | ---- | ---- | ---- |
| 155  | 158  | 172  | 191  | 217  | 225  | 279  |

## Экономика
В 2007 году среди 179 человек в трудоспособном возрасте (15—64 лет) 132 были экономически активными, 47 — неактивными (показатель активности — 73,7 %, в 1999 году было 70,5 %). Из 132 активных работали 114 человек (64 мужчины и 50 женщин), безработных было 18 (4 мужчины и 14 женщин). Среди 47 неактивных 9 человек были учениками или студентами, 19 — пенсионерами, 19 были неактивными по другим причинам.